# Szkoła Podstawowa nr 58 w Gdańsku
Szkoła Podstawowa nr 58 im. Kazimierza Sołtysika w Gdańsku – szkoła podstawowa w gdańskiej dzielnicy Siedlce.

## Historia szkoły
Szkoła przy obecnej ul. Skarpowej 3 w dzielnicy Siedlce została oddana do użytku w 1961 roku. Jej pierwszym dyrektorem był Wiktor Pozorski. 20 marca 1965 roku szkoła przyjęła na patrona Kazimierza Sołtysika, żołnierza i aktywnego w Gdańsku działacza oświatowego. W tym samym roku szkoła przyjęła sztandar, na którego awersie znajduje się orzeł (umiejscowiony centralnie), powyżej niego nazwa szkoły, u dołu – imię i nazwisko patrona; na rewersie widnieje kaganek oświaty oraz motto: „do tych należy jutrzejszy dzień, co nowych łakną zdobyczy.” Szkoła ma również własny znak: jest nim czterolistna koniczyna na tle tarczy i rozpromienionego słońca; w centrum umieszczono numer szkoły, na górze hasło: „przyjazna szkoła,” na dole nazwę placówki.
Szkoła posiada wiele certyfikatów, między innymi „Szkoły bez Przemocy”, „Szkoły Przyjaznej Uczniom z Dysleksją”, „Ekologicznej Szkoły”, certyfikat „Zielonej Flagi” oraz „Przyjaznej szkoły”. Po reformie edukacji szkoła został połączona z pobliskim gimnazjum nr 2. Działa w niej samorząd uczniowski oraz rada rodziców. Szkoła brała udział w ogólnopolskim strajku nauczycieli w 2019 roku.

## Rozwój szkoły
Od 2010 do 2019 roku wycofano dzwonki sygnalizujące początek oraz koniec lekcji, zastępując je informacją podawaną przez radiowęzeł szkolny. W 2015 roku odbyło się uroczyste otwarcie nowego boiska przy szkole. W 2018 roku został odmalowany pierwszy blok szkoły. 25 marca 2019 miało miejsce uroczyste oddanie do użytku sali gimnastycznej wraz z zapleczem sportowym, sali językowej oraz chemiczno-fizycznej. Od 2 lat w szkole odbywa się finał konkursu wojewódzkiego „Młodzi dla demokracji”. Szkoła organizuje dodatkowe zajęcia sportowe, coroczny dzień sportu oraz dzień języków. Szkoła bierze udział w kampanii „rowerowy maj”.

## Dyrektorzy szkoły
- Wiktor Pozorski (1961–1969)
- Jerzy Kuszilek (1969–1971)
- Bronisław Kuc (1971–1983)
- Janusz Szwankowski (1983–1997)
- Mirosława Aściukiewicz (1997–2016)[11]
- Regina Stasińska (p.o.) (2016–2017)[12]
- Małgorzata Perzyna (2017– 2024)[13]
- Joanna Tarnawska (2024 – obecnie)

## Znani absolwenci
- Karol Nawrocki[14]
- Grzegorz Grzelak[15]